# Distrito fitogeográfico subantártico magallánico

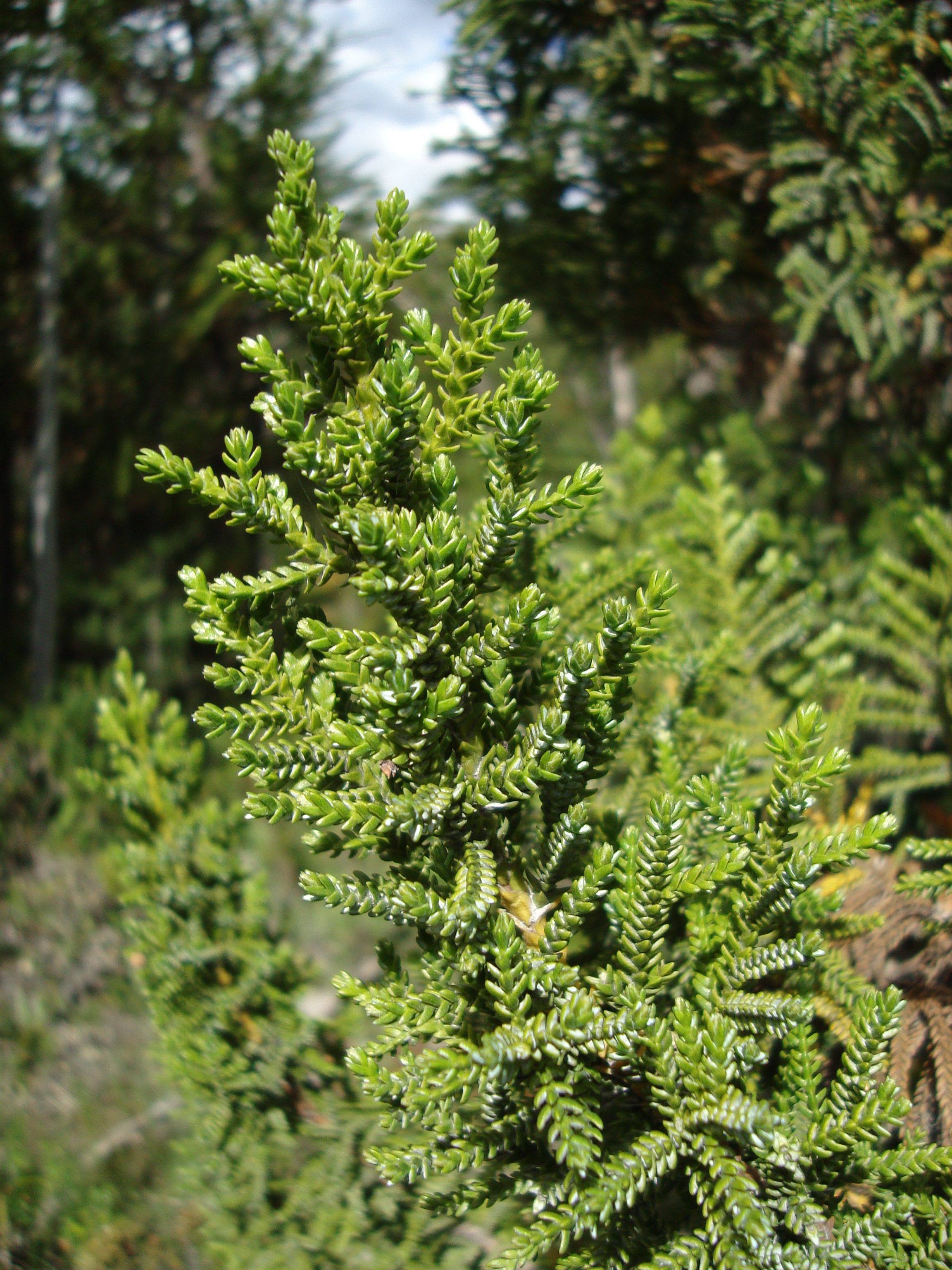
El ciprés de las Guaitecas (Pilgerodendron uviferum), es un árbol característico del Distrito fitogeográfico Subantártico Magallánico, y la conífera más austral del mundo.

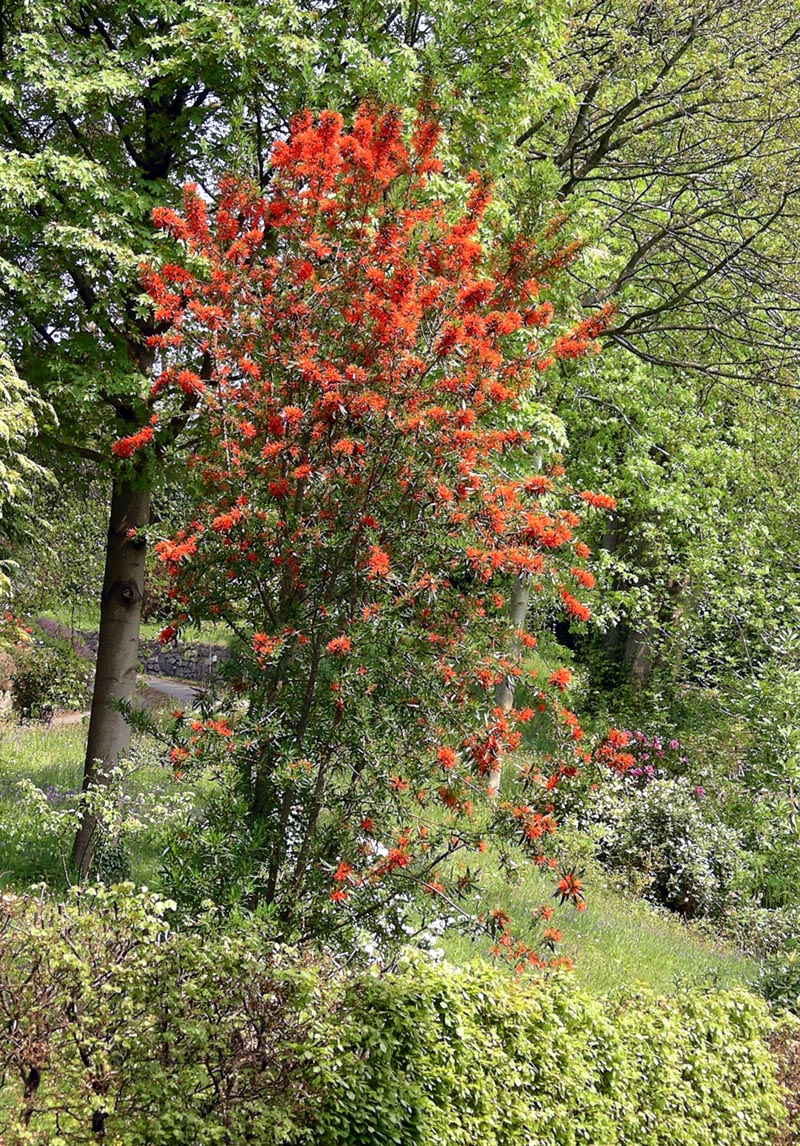
El notro (Embothrium coccineum), arbolito común en los lugares abiertos de este distrito.

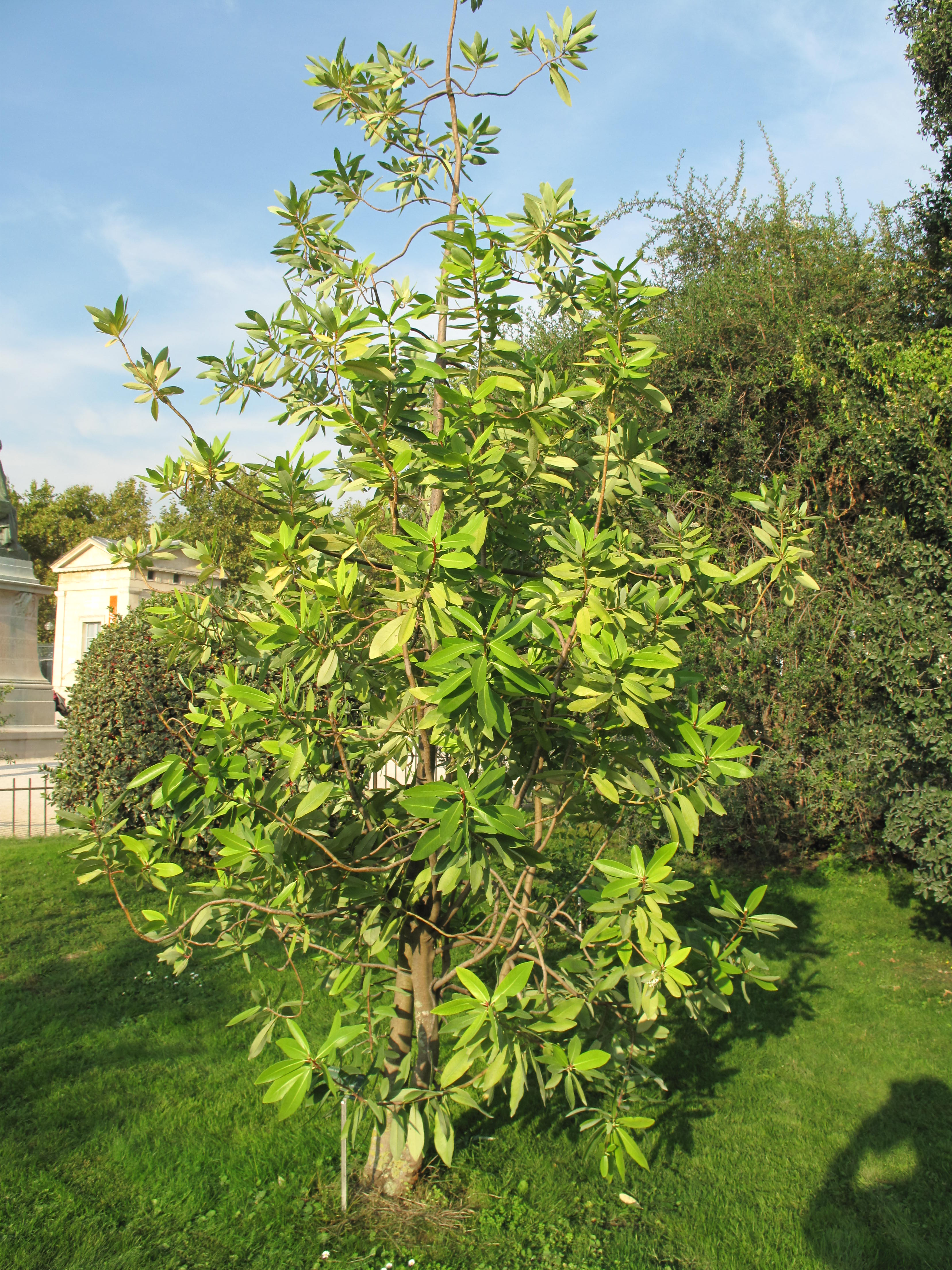
El canelo (Drimys winteri) es un arbolito común en los bosques de este distrito.

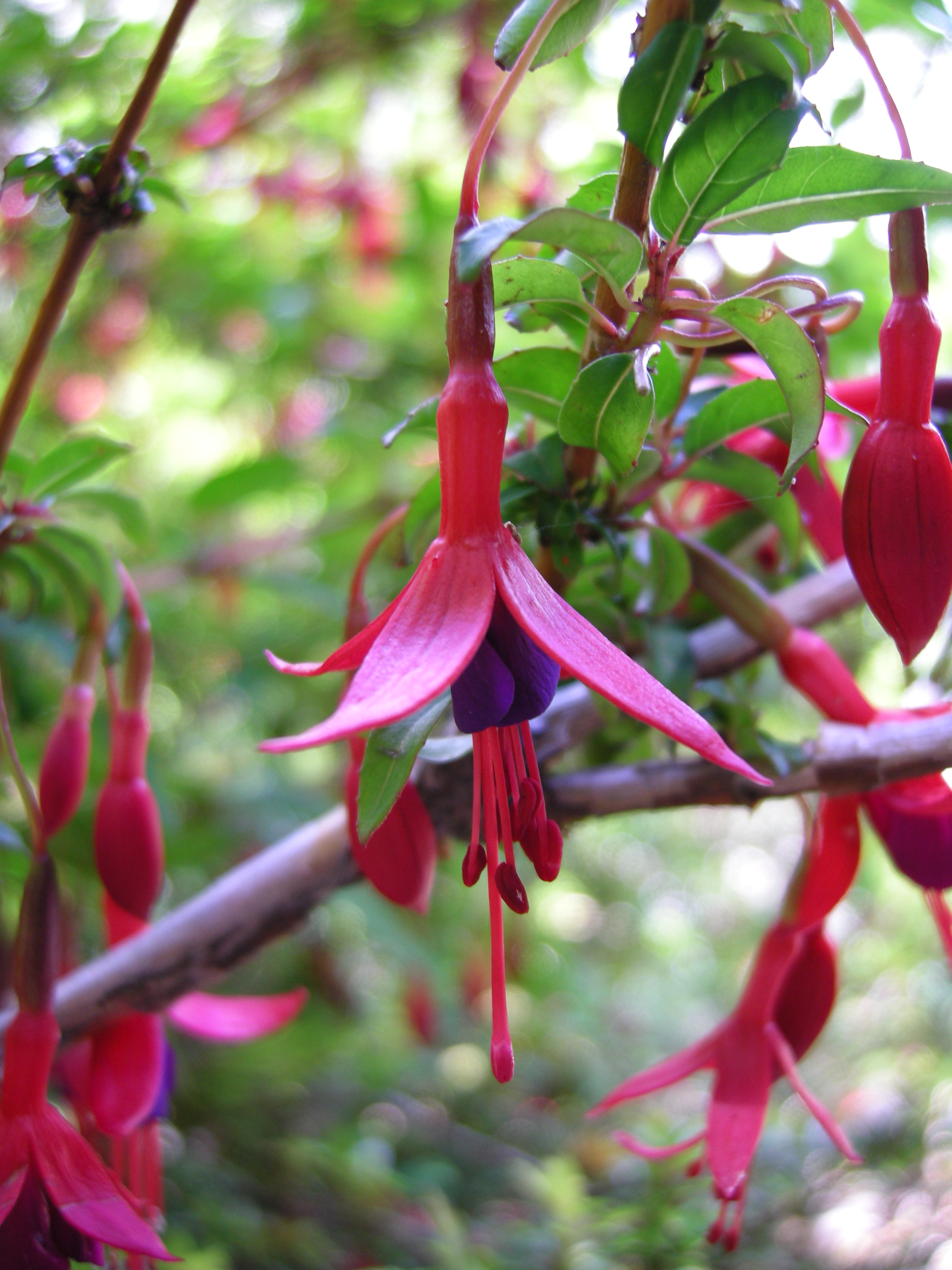
El chilco, es un arbusto común en este Distrito fitogeográfico.

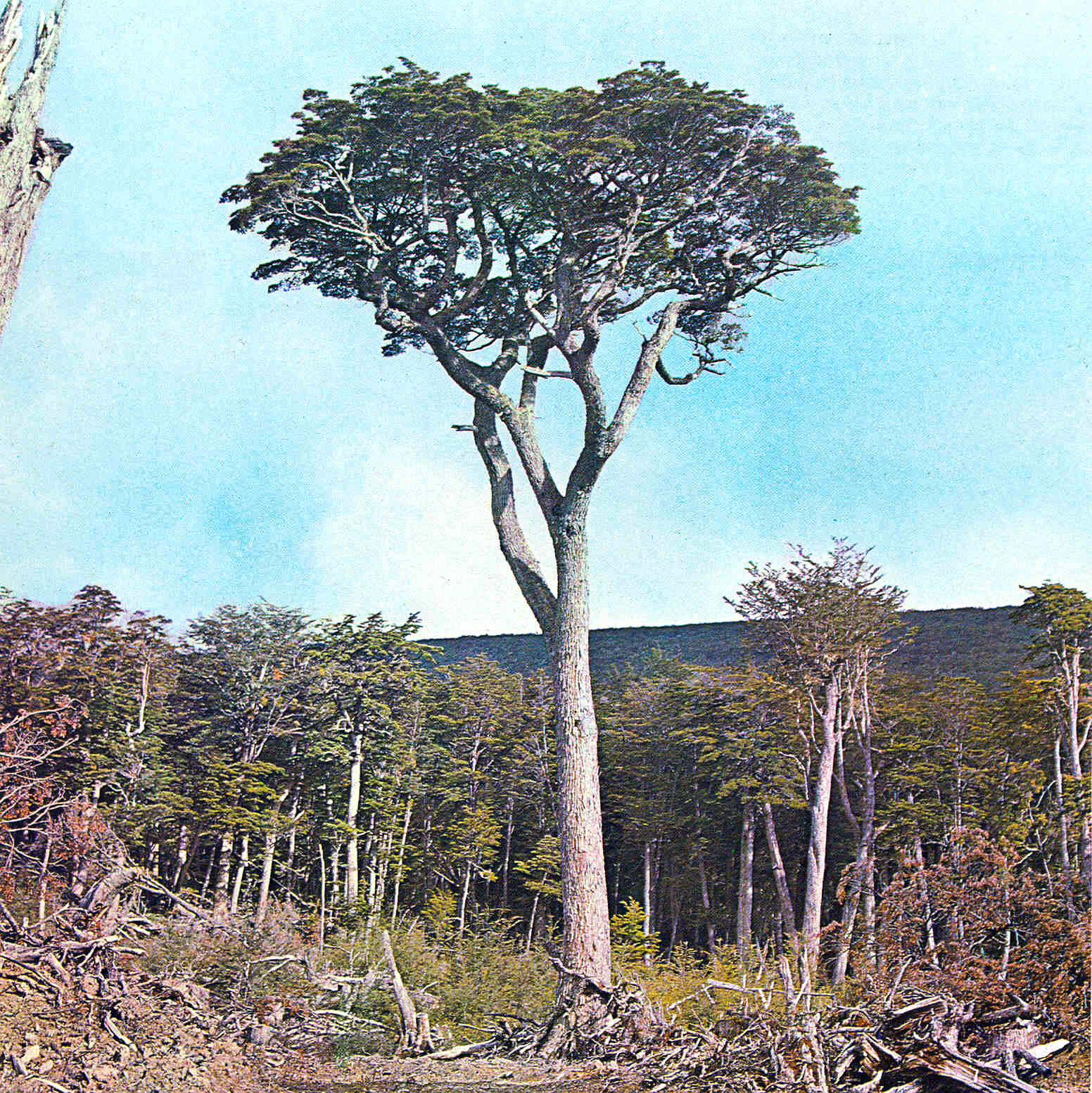
El Coihue de Magallanes, es el árbol característico del Distrito fitogeográfico Subantártico Magallánico.

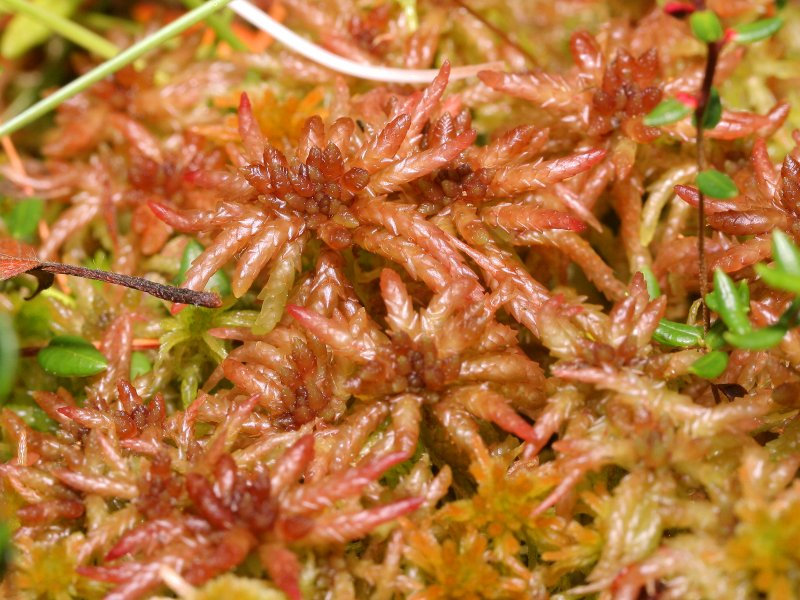
El musgo Sphagnum magellanicum es característico de las turberas del Distrito fitogeográfico Subantártico Magallánico.

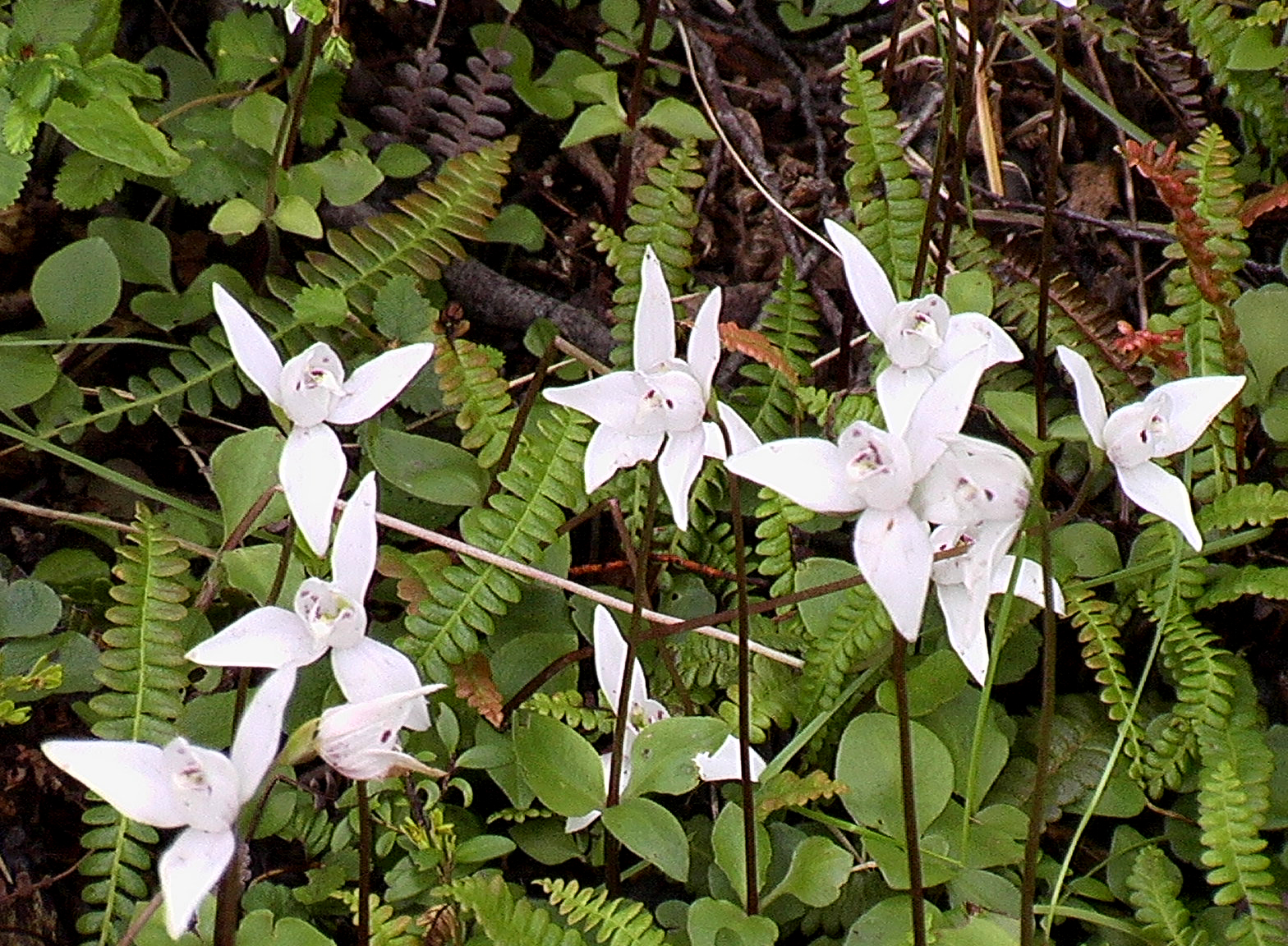
En el estrato herbáceo de los bosques del Distrito fitogeográfico Subantártico Magallánico destaca la orquídea Codonorchis lessonii.

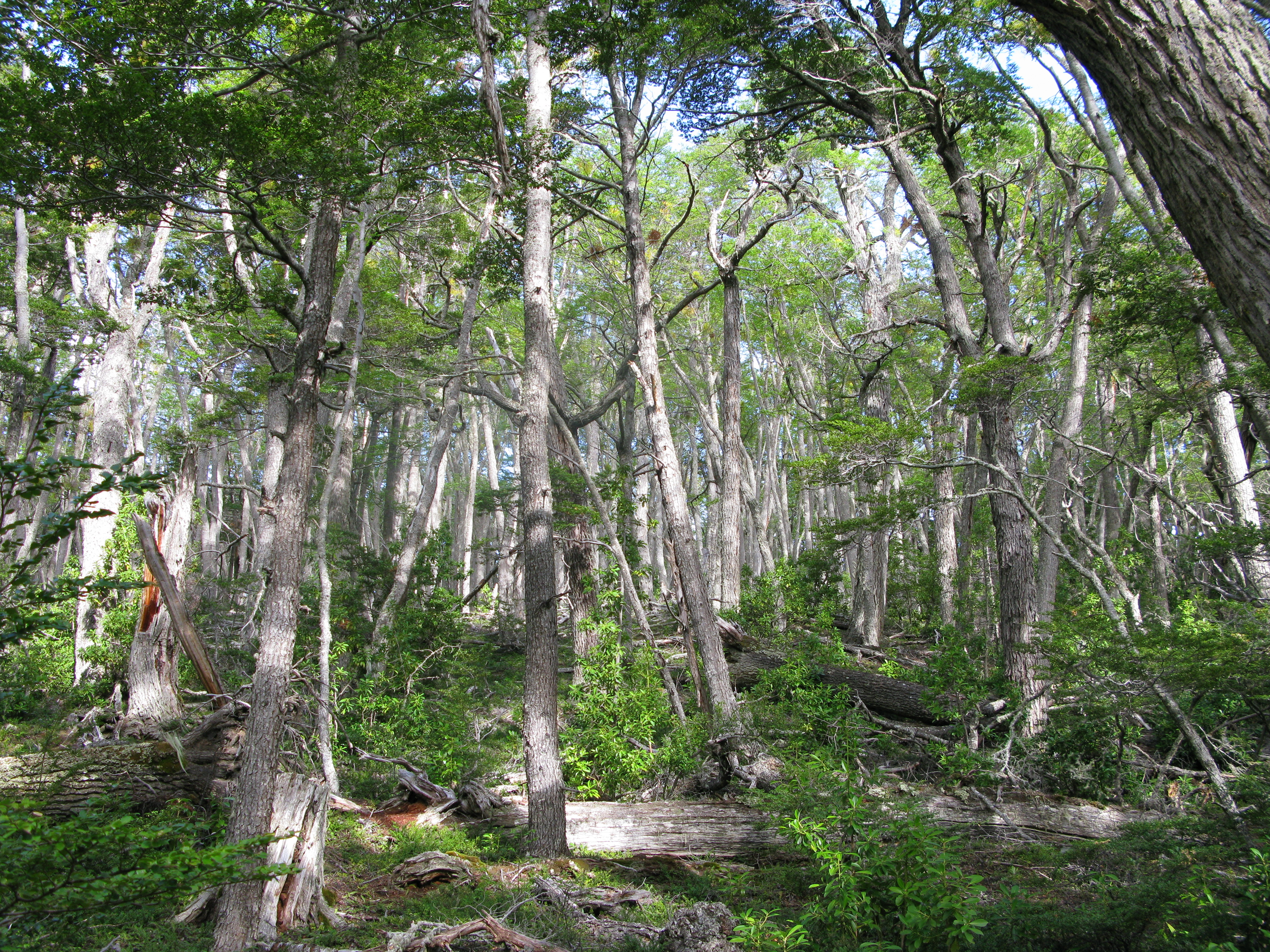
Aspecto del interior de los bosques del Distrito fitogeográfico Subantártico Magallánico en el Parque nacional Tierra del Fuego.

El distrito fitogeográfico subantártico magallánico es una de las secciones en que se divide la provincia fitogeográfica subantártica. Cubre una angosta franja del extremo sur del Cono Sur americano; asentándose sobre las faldas de los trechos australes de la Cordillera de los Andes, tanto sobre la porción final de Sudamérica continental como en el tramo que recorre el archipiélago de Tierra del Fuego. Incluye formaciones de bosques templado-fríos de hayas australes perennifolias, acompañas de otras caducifolias, coníferas, así como pocas especies de latifoliadas siempreverdes. También son frecuentes las turberas, mallines, arbustales achaparrados, tussoks, etc.

## Sinónimos
También es llamado: Bosque siempreverde magallánico lluvioso, Bosque subpolar Magallánico, Bosque Magallánico, Selva húmeda fría, etc; y en el contexto de toda la Provincia fitogeográfica: Formación de los bosques Antárticos, Distrito Subantártico de Sudamérica, Bosques Subantárticos, Foresta Magallánica, Notohyle, Bosques Sudamericanos Subantárticos, Bosques Andino-Patagónicos, Selva Austral Cordillerana, Bosque Antartándico, Provincia Antartándica, Foresta costera Subantártica, Región de las Selvas Subantárticas, Bosque perennifolio selvático Chileno, etc.

## Distribución
Según la clasificación de Ángel Lulio Cabrera, este distrito fitogeográfico comprende los bosques pluviales de baja altitud del sur de Chile, desde el paralelo 47°S en las islas del sur de la Región Aysén del General Carlos Ibáñez del Campo hacia el sur, así como en sectores interiores de la Región de Magallanes y de la Antártica Chilena hasta las costas de los fiordos australes del océano Pacífico.
En la Argentina sólo se hace presente en contados puntos del sudoeste de la provincia de Santa Cruz, y en las laderas andinas del canal de Beagle en el sur de la isla Grande de Tierra del Fuego, y bahías protegidas de la isla de los Estados, de la provincia de Tierra del Fuego Antártida e Islas del Atlántico Sur, en donde se asoma al océano Atlántico.
La altitud va desde el nivel del mar hasta los 400 m s. n. m.

## Límites
Al norte contacta con el Distrito fitogeográfico Subantártico Valdiviano; hacia el este y noreste lo hace con el Distrito fitogeográfico Subantártico del Bosque Caducifolio. 

## Afinidades florísticas
Este Distrito fitogeográfico guarda muy estrecha relación con el Distrito fitogeográfico Subantártico Valdiviano el cual lo reemplaza hacia latitudes mayores, así como también con el Distrito fitogeográfico Subantártico del Bosque Caducifolio el cual lo reemplaza hacia una mayor altitud y hacia el este y noreste. 
Sus comunidades arbustivas y turbosas mantiene vínculos florísticos con la flora de las islas del Atlántico Sur: Malvinas, Georgias del Sur y Sandwich del Sur, y en menor medida con la flora de la Antártida es decir, con el Dominio fitogeográfico antártico, y sus bosques con los de la lejana Nueva Zelandia, del distante Dominio fitogeográfico neozelandés.

## Suelos
Los suelos son rocosos, con una delgada capa fértil con algo de materia orgánica, y de reacción moderadamente ácida.

## Relieve
El relieve es montañoso. Toda la región estuvo cubierta por glaciares en la última glaciación, por lo que los paisajes están profundamente labrados por ellos, presentando fiordos, canales, valles, lagos, numerosas islas e islotes. 

## Clima
Entre los tipos climáticos presentes en el distrito, el más característico es el clima oceánico subpolar, también llamado clima oceánico frío, el cual es una variante fría del clima oceánico; aunque según otros autores es una variante fría del «patagónico húmedo». 
Térmicamente es un clima frío, con nevadas y heladas todo el año. Es más templado hacia el noroeste donde es afectado por las corrientes frías de la costa del Pacífico Sur. Es mucho más frío hacia el sur, incluso con presencia de nieve cubriendo el bosque varios meses en el invierno.
Pluviométricamente es un clima húmedo, causado por el ingreso de masas de aire húmedo desde el Océano Pacífico, que pierden gran parte de su humedad en forma de precipitaciones al colisionar con la cordillera de los Andes. Estas son más abundantes en el invierno.
Los acumulados generalmente van desde un mínimo de 480 mm en las costas del canal de Beagle hasta cerca de los 7000 mm en la zona del Campo de Hielo Patagónico Sur.
Las islas del sur de Chile presentan clima Oceánico Polar. La influencia térmica oceánica aquí es más fuerte, lo que redunda en un verano con máximas térmicas tan poco continentalizadas que es insuficiente para el crecimiernto leñoso. Soporta precipitaciones anuales de hasta 5000 mm, con temperaturas frías todo el año, y fuertes vientos de los cuadrantes oeste y sudoeste.

## Características
El Distrito fitogeográfico se caracteriza por presentar bosques pluviales templado-fríos de hayas australes perennifolias, acompañas de otras caducifolias, coníferas, así como algunas especies de latifoliadas siempreverdes. También son frecuentes las turberas, mallines, arbustales achaparrados, etc. Si se lo compara con el Distrito fitogeográfico Subantártico Valdiviano se diferencia por ser más frío, florísticamente más pobre y, salvo en algunos sectores, menos lluvioso. También influye sobre su menor biodiversidad el hecho de haber sufrido una reciente glaciación, la cual obligó a sus especies a refugiarse más al norte, siendo esta región recién recolonizada hace 8000 años a.C., al tornarse las temperaturas algo más templadas, lo que generó como consecuencia el retroceso de los enormes glaciares.
Sus especies leñosas son únicas en el mundo por haber surgido en un clima con veranos sumamente fríos (promedio a nivel del mar de alrededor de 9 °C en el sur) y vientos muy fuertes. Debido a ello han sido plantadas en otras partes del mundo de clima similar pero que carecían naturalmente de árboles, por ejemplo en las Islas Feroe y archipiélagos vecinos, con buenos signos de aclimatación, mientras que las especies del más cercano norte de Europa no logran adaptarse.

## Subdistritos fitogeográficos y sus especies principales
A este Distrito fitogeográfico es posible subdividirlo en Subdistritos fitogeográficos.

### Bosque siempreverde magallánico lluvioso
La comunidad clímax y máximo exponente florístico de este Distrito fitogeográfico es el bosque siempreverde magallánico lluvioso.
Estrato arbóreoEs dominado netamente por el guindo o cohiue de Magallanes (Nothofagus betuloides), la única especie de árbol que formaría un estrato emergente, ya que crece entre 35 hasta 45 metros de altura, aunque en muchas partes de los bosques más australes solo forma un más bajo dosel y es casi la única especie que lo conforma. En el sector norte también se le suma el cohiue de Chiloé (Nothofagus obliqua) y el mañío de hojas punzantes (Podocarpus nubigenus). Luego, en toda la formación, conformando un dosel de 10 a 30 metros de altura, se encuentran especies como la lenga (Nothofagus pumilio), el ñirre (Nothofagus antarctica), el ciprés de las Guaitecas (Pilgerodendron uviferum), el notro (Embothrium coccineum), el huayo (Maytenus magellanica), el canelo (Drimys winteri), etc.
Estrato arbustivo o sotobosqueLlama la atención la falta de las bambúseas del género Chusquea, las que dominaban el sotobosque Valdiviano. Entre los arbustos, los más conocidos son las berberidáceas, como los calafates (Berberis ilicifolia y Berberis microphylla), el tepú (Tepualia stipularis), Pseudopanax laetevirens, la parrilla (Ribes magellanicum), la chaura (Pernettya mucronata), el chilco (Fuchsia magellanica), Chiliotrichum diffusum, Hebe elliptica, Escallonia serrata, etc.
Estrato herbáceogeneralmente dominado por varias especies de amancay, de orquídeas terrestres, de helechos, y herbáceas diversas. Destacan: Arachnites uniflora, Blechnum penna-marina, Senecio acanthifolius, Codonorchis lessonii, Gunnera magellanica, Deschamsia flexuosa, Adenocaulon chilense, Osmorrhiza berteroi, Rubus geoides, Asarca, Chloraea, Oxalis, etc.
Estrato epifítico y muscinalAbundan los líquenes, musgos en grandes colchones sobre las ramas, parásitas del género Myzodendron, hongos como el llao-llao (Cyttaria), etc.
Estrato escandenteLas enredaderas son escasas; destacando Philesia magellanica, Prionotes myrsinites, etc.

### Matorral magallánico
El matorral magallánico domina en muchas de las islas del sur de Chile; en el sector argentino es característico de buena parte del archipiélago de la Isla de los Estados. Se presenta especialmente en el sector occidental y sur del Distrito fitogeográfico, donde la influencia térmica oceánica es más fuerte, lo que redunda en un verano con máximas térmicas tan poco continentalizadas que es insuficiente para el crecimiernto leñoso, aún para las resistentes especies de los bosques cercanos, por lo que se presenta frecuentemente vegetación de tundra. 
Soporta precipitaciones anuales de hasta 5000 mm, con temperaturas frías, fuertes vientos, condiciones de pobre drenaje y terreno pedregoso con muy delgada capa de suelo fértil. Generalmente este matorral consiste en un mosaico de plantas muy bajas, y arbustos enanos. En las áreas más protegidas pueden encontrarse algunos árboles y arbustos siempreverdes deformados por el viento, tales como coigüe de Magallanes, canelo, ciprés enano, y ciprés de las Guaitecas.

### Turbales
Son también frecuentes las comunidades de turbales en sectores empapados de aguas ácidas, las que junto con las temperaturas bajas, reducen al mínimo la acción de microorganismos descomponedores. Son dominados por distintas especies, destacando los musgos, los cuales forman una densa capa superficial.
Los tipos de turberas más comunes que se observan en el distrito son:
- Turberas pluviales pradeñas. Dominadas por Marsippospermum grandiflorum, Hierochloe magellanica, Agrostis magellanica, etc.
- Turberas almohadadas.Con predominio de: Bolax gummifera, etc.
- Turberas pluviales de almohadas bajas. Con predominio de: Donatia fascicularis, Oreobolus obtusangulus, Astelia pumila, etc.
- Turberas pluviales de almohadas altas. Dominadas por hepáticas, Chorisodontium magellanicum, Rhacomitrium willii, etc.
- Turberas sfagnosas. Sphagnum magellanicum, Sphagnum fimbriatum, Sphagnum falcatum, y Sphagnum acutifolium, acompañados por: Carex curta, Carex magellanica, Rostkovia magellanica, Tetroncium magellanicum, etc.

Son acompañantes generalmente: Carpha schoenoides, etc. Entre ellos crece la extraña conífera arbustiva conocida como ciprés enano Lepidothamnus fonkii junto con ejemplares enanos de Nothofagus. También se observan algunas dicotiledóneas de flores llamativas, como Perezia palustris, Ranunculus peduncularis, y una planta insectívora: Drosera uniflora.